# Ockrasidig prinia
Ockrasidig prinia (Prinia subflava) är en fågel i familjen cistikolor inom ordningen tättingar.

## Utseende och läte
Ockrasidig cistikola är en slank ostreckad sångarliknande fågel med en lång och avsmalnad stjärt som ibland hålls rest. Ovansidan är musbrun, undersidan ljus med ockrafärgade flanker. På huvudet syns ett tydligt ljust ögonstreck. Liknande blek prinia är just blekare med vitaktiga flanker, medan den mycket lika flodprinian är mycket lokalt förekommande och har en mer behaglig och ljusare sång. 
Ockrasidig prinia sjunger ett gällt "stiiikk" som upprepas sex till 15 gånger i taget, i serier som kan pågå ihållande i flera minuter. Lätet är ett metalliskt "stip-stip-stip". Tonhöjd och klang varierar geografiskt.

## Utbredning och systematik
Ockrasidig prinia har en mycket vid utbredning i Afrika söder om Sahara. Den delas in i tio underarter med följande utbredning:
- Prinia subflava subflava – Senegal till västra och centrala Etiopien och norra Uganda
- Prinia subflava pallescens – Mali till Sudan, nordvästra Etiopien och västra Eritrea
- Prinia subflava melanorhyncha – Sierra Leone till Kamerun, norra Demokratiska republiken Kongo, Kenya och nordvästra Tanzania
- Prinia subflava graueri – Kivu i östra Demokratiska republiken Kongo till Rwanda och höglandet i Angola
- Prinia subflava affinis – östra Demokratiska republiken Kongo till sydvästra Tanzania, Zambia, östra Botswana och södra Moçambique
- Prinia subflava bechuanae – sydvästra Angola till norra Namibia, norra Botswana, sydvästra Zambia och västra Zimbabwe
- Prinia subflava mutatrix – södra Tanzania till Malawi, östra Zambia, östra Zimbabwe och Moçambique
- Prinia subflava kasokae – Zambia väster om Zambezifloden samt östra Angola
- Prinia subflava tenella – längs Afrikas östra kust, från Somalia till södra Tanzania
- Prinia subflava pondoensis – södra Moçambique till KwaZulu-Natal, östra Swaziland och Östra Kapprovinsen

### Familjetillhörighet
Cistikolorna behandlades tidigare som en del av den stora familjen sångare (Sylviidae). Genetiska studier har dock visat att sångarna inte är varandras närmaste släktingar. Istället är de en del av en klad som även omfattar timalior, lärkor, bulbyler, stjärtmesar och svalor. Idag delas därför Sylviidae upp i ett antal familjer, däribland Cisticolidae.

## Levnadssätt
Ockrasidig prinia hittas i högvuxna gräsmarker, flodnära snår och i buskage på savann. Där ses den i par eller smågrupper, ofta på marken eller långt ner i vegetationen.

## Status
Arten har ett stort utbredningsområde och beståndet anses stabilt. Internationella naturvårdsunionen IUCN listar den därför som livskraftig (LC).

## Namn
Prinia kommer av Prinya, det javanesiska namnet för bandvingad prinia (Prinia familiaris).

## Bilder

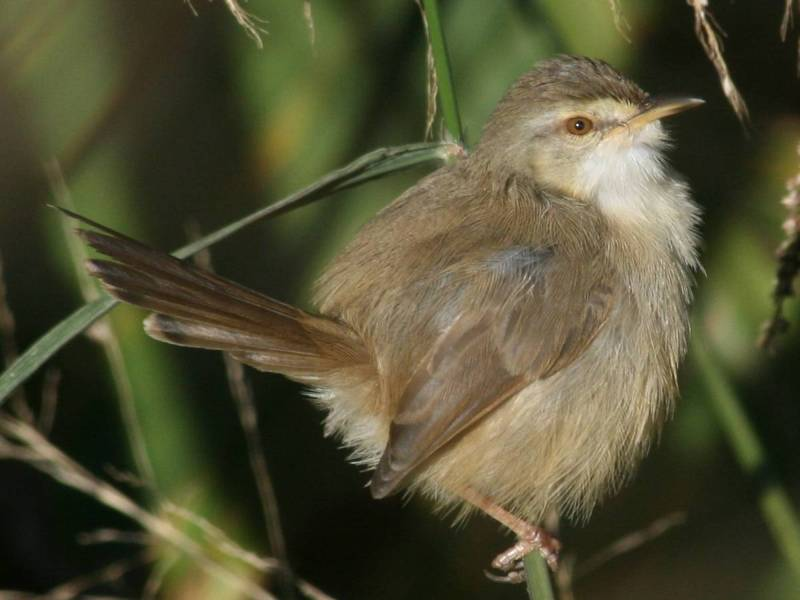
Juvenil individ
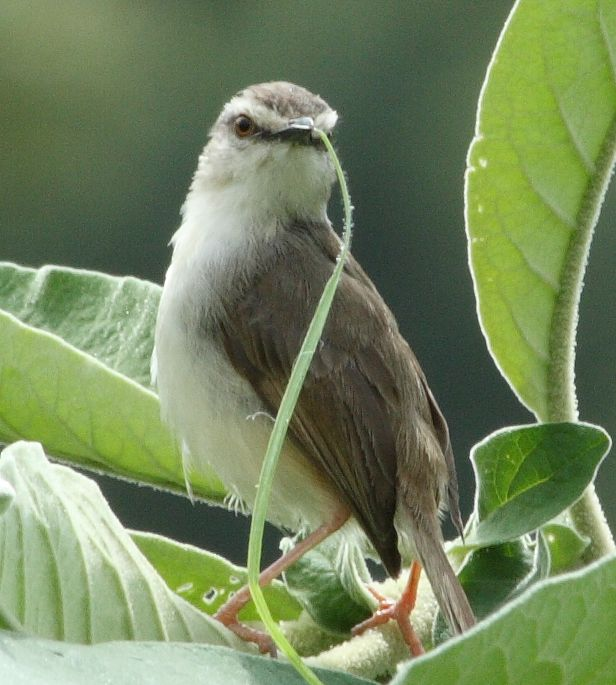